# São José dos Ausentes
São José dos Ausentes é um município brasileiro do estado do Rio Grande do Sul. Sua latitude e altitude fazem com que o município seja um dos mais frios do país. Foi distrito criado com a denominação de Ausentes (ex-povoado) pela Lei Municipal n.º 9, de 5 de junho de 1948, subordinado ao município de Aparados da Serra, atual Bom Jesus, e elevado à categoria de município pela Lei Estadual n.º 9.559, de 20 de março de 1992.

## Geografia

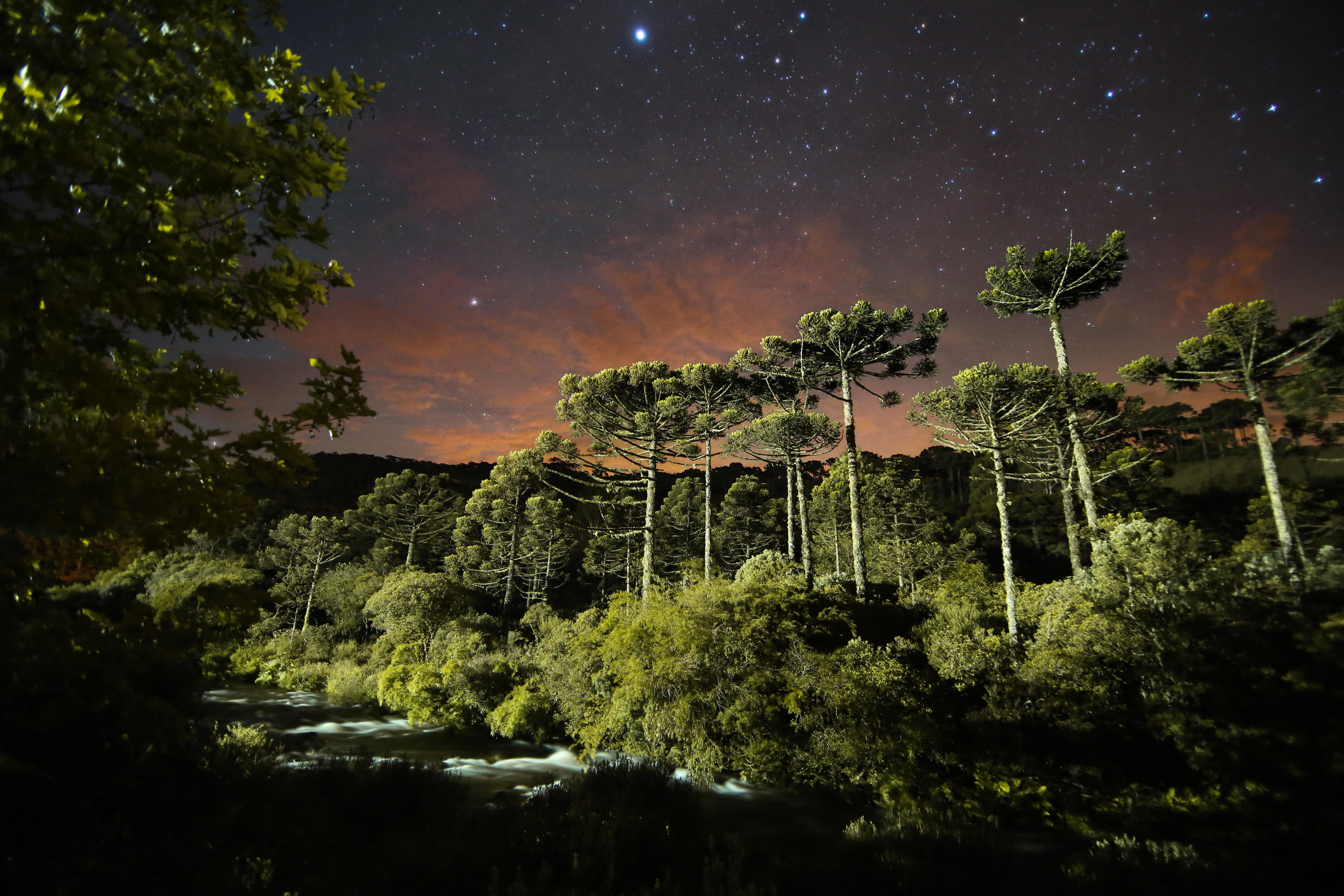
Vegetação em São José dos Ausentes

Localiza-se a uma latitude 28º44'54" sul e a uma longitude 50º03'57" oeste, estando a uma altitude de 1.200 metros sobre o nível do mar.
Possui uma área de 1175,4 km² e sua população segundo o IBGE em 2019 era de 3 527 habitantes.
A cidade é conhecida por seu inverno rigoroso para os padrões brasileiros, que tem temperaturas abaixo de zero. O município tem geada constante e neve quase todos os anos (normalmente muito fraca e em poucos dias da estação).
Desenhada pelos Campos de Cima da Serra e cânions dos Aparados da Serra, São José dos Ausentes tem belos cenários como o Pico do Monte Negro, o ponto mais alto do estado do Rio Grande do Sul, com 1 403 metros, o Cachoeirão dos Rodrigues e os Mangueirões de Pedra.
São José dos Ausentes situa-se em duas bacias higrográficas: 24% na Bacia do rio Taquari-Antas e 74,65% na Bacia do rio Apuaê-Inhandava.
O município, juntamente com São Joaquim e Urupema (ambos no estado de vizinho de Santa Catarina), é considerado um dos mais frios do país. Sua precipitação é constante ao longo do ano e seu verão é fresco ou morno e o inverno é relativamente frio. Segundo a classificação climática de Köppen-Geiger, o clima é Cfb, do tipo temperado oceânico. Mesmo no verão, podem ocorrer temperaturas mais baixas, sendo aconselhável levar algum agasalho. A temperatura média anual de São José dos Ausentes é de cerca de 14 °C. Em 2 de agosto de 1991, São José dos Ausentes chegou a registrar –11 °C no termômetro da subprefeitura (registro não oficial). Em 6 de julho de 1989, chegou a registrar –10 °C. Segundo dados da estação meteorológica automática do Instituto Nacional de Meteorologia (INMET) no município, em operação desde o final de outubro de 2006, a menor temperatura registrada em São José dos Ausentes foi de −5,5 °C em 7 de junho de 2012 e a maior atingiu 31,3 °C em 8 de dezembro de 2014.
| Dados climatológicos para São José dos Ausentes                                                                      | Dados climatológicos para São José dos Ausentes | Dados climatológicos para São José dos Ausentes | Dados climatológicos para São José dos Ausentes | Dados climatológicos para São José dos Ausentes | Dados climatológicos para São José dos Ausentes | Dados climatológicos para São José dos Ausentes | Dados climatológicos para São José dos Ausentes | Dados climatológicos para São José dos Ausentes | Dados climatológicos para São José dos Ausentes | Dados climatológicos para São José dos Ausentes | Dados climatológicos para São José dos Ausentes | Dados climatológicos para São José dos Ausentes | Dados climatológicos para São José dos Ausentes |
| Mês | Jan                                             | Fev                                             | Mar                                             | Abr                                             | Mai                                             | Jun                                             | Jul                                             | Ago                                             | Set                                             | Out                                             | Nov                                             | Dez                                             | Ano                                             |
| --- | ----------------------------------------------- | ----------------------------------------------- | ----------------------------------------------- | ----------------------------------------------- | ----------------------------------------------- | ----------------------------------------------- | ----------------------------------------------- | ----------------------------------------------- | ----------------------------------------------- | ----------------------------------------------- | ----------------------------------------------- | ----------------------------------------------- | ----------------------------------------------- |
| Temperatura máxima recorde (°C)                                                                                      | 30,9                                            | 31,2                                            | 30,1                                            | 27,9                                            | 25,9                                            | 24,4                                            | 25,3                                            | 27,8                                            | 29,7                                            | 30,9                                            | 29,3                                            | 31,3                                            | 31,3                                            |
| Temperatura máxima média (°C)                                                                                        | 23,7                                            | 22,7                                            | 20,4                                            | 17,8                                            | 15,8                                            | 15,4                                            | 16                                              | 17,1                                            | 18,5                                            | 20,1                                            | 21,9                                            | 20,5                                            | 19,2                                            |
| Temperatura média (°C)                                                                                               | 18,8                                            | 18,1                                            | 15,8                                            | 13,3                                            | 11,3                                            | 10,8                                            | 11,2                                            | 12,2                                            | 13,5                                            | 15                                              | 16,8                                            | 15,6                                            | 14,4                                            |
| Temperatura mínima média (°C)                                                                                        | 14                                              | 13,5                                            | 11,3                                            | 8,8                                             | 6,8                                             | 6,2                                             | 6,4                                             | 7,3                                             | 8,5                                             | 10                                              | 11,7                                            | 10,7                                            | 9,6                                             |
| Temperatura mínima recorde (°C)                                                                                      | 7,7                                             | 5,5                                             | 2,8                                             | −1,5                                            | −4,5                                            | −5,5                                            | −5                                              | −4,3                                            | −1,7                                            | 1,2                                             | 0,3                                             | 4,1                                             | −5,5                                            |
| Precipitação (mm) | 176                                             | 173                                             | 145                                             | 121                                             | 128                                             | 135                                             | 143                                             | 165                                             | 172                                             | 153                                             | 132                                             | 134                                             | 1 777                                           |
| Fontes: Climate-data.org e Instituto Nacional de Meteorologia (INMET) (recordes de temperatura: 25/10/2006-presente) |                                                 |                                                 |                                                 |                                                 |                                                 |                                                 |                                                 |                                                 |                                                 |                                                 |                                                 |                                                 |                                                 |

## Galeria
- Pico do Monte Negro,o ponto mais alto do Rio Grande do Sul
- Belos Cânions da região
- Geada na área rural da cidade
- Igreja Matriz
- Pôr do Sol nas redondezas do Pico do Monte Negro